# Fiľakovské Kováče
Fiľakovské Kováče este o comună slovacă, aflată în districtul Lučenec din regiunea Banská Bystrica. Localitatea se află la altitudinea de 185 m deasupra n.m., se întinde pe o suprafață de 11,42 km2 și în 2017 număra 915 locuitori.

## Istoric
Localitatea Fiľakovské Kováče este atestată documentar din 1246.

## Demografie
| An:                | 1994 | 2004   | 2014   | 2024   |
| ------------------ | ---- | ------ | ------ | ------ |
| Număr de persoane: | 880  | 898    | 915    | 918    |
| Diferență:         |      | +2,04% | +1,89% | +0,32% |

| An:                | 2023 | 2024   |
| ------------------ | ---- | ------ |
| Număr de persoane: | 904  | 918    |
| Diferență:         |      | +1,54% |